# Kościół Najświętszego Serca Pana Jezusa w Chudobie
Kościół w Chudobie – rzymskokatolicka świątynia wzniesiona na początku XX wieku w stylu neogotyckim.

## Historia
Mieszkańcy wsi Chudoba w większości byli katolikami i przez kilka wieków uczęszczali do kościoła w Oleśnie, odległym o 15 kilometrów. W samej wsi była tylko niewielka kapliczka, przy której odprawiano nabożeństwa maryjne. Na przełomie XIX i XX wieku proboszcz z Olesna, ksiądz Kittelmann, zwrócił się do biskupa wrocławskiego o zgodę na budowę nowego kościoła (propozycja rozbudowy świątyni w niedalekiej Wędryni została odrzucona ze względu na klasę zabytku drewnianego obiektu).
W 1901 ksiądz Kittelmann i dawny starosta Olesna Hugo von Hohenlohe-Öhringen spotkali się z mieszkańcami Chudoby, Szumiradu i Wędryni – z wyjątkiem mieszkańców tej ostatniej, którzy chcieli wybudować nowy kościół u siebie, pozostali zgodzili się na lokalizację świątyni w Chudobie.
W 1905 biskup wrocławski wydał dekret o utworzeniu kuracji – samodzielnej placówki duszpasterskiej:
(…) w trosce o dobro duchowe wiernych postanowiono, że gminy: Chudoba, Schreibrowe, Stara Chudoba, Szumirad z Radomilem, Ryckiem i Sobiszem, stają się samodzielną kuracją. Siedzibą proboszcza jest Chudoba. Nowa kuracja pozostaje w łączności z archiprezbiteratem w Oleśnie Śl. Dokument nabiera mocy urzędowej z dniem 1 sierpnia 1905 r..
Szacowano, że koszt budowy wyniesie 55 tysięcy marek – dofinansowanie obiecał biskup wrocławski Georg von Kopp oraz władze, natomiast z dobrowolnych ofiar chciano zebrać 15 tysięcy marek. Mieszkańcy byli jednak znacznie bardziej hojni i ofiarowali ponad 48 tysięcy marek, ponadto zobowiązali się bezpłatnie transportować potrzebne materiały oraz wykonać prace ręczne.
Pierwotnie kościół miał stać w okolicy torów kolejowych między Chudobą a Szumiradem, jednak nie znaleziono odpowiedniej parceli i postanowiono go wybudować przy szosie Opole-Olesno na polu rolnika Filipa Jagody.
W kwietniu 1906 poświęcono kamień węgielny i rozpoczęto prace. Kierowała nimi firma budowlana Schreiber und Pluschke z Olesna – postępowały szybko i jeszcze przed nadejściem zimy zakryto kościół i plebanię dachem, a w lipcu 1907 świątynię poświęcił ks. Alexander z Olesna. Potwierdził to zapis w kronice parafialnej: Die Einweihung des Gotteshauses erfolgte am 7 Juli 1907 durch den Erbauer Herrn Erzpriester Alexander aus Rosenberg O/S.. Kościół otrzymał wezwanie Najświętszego Serca Pana Jezusa, a pierwszym proboszczem (po oficjalnym ustanowieniu parafii w 1908) został dotychczasowy kuratus Józef Menzel.
Ogólne koszty budowy wyniosły ponad 70 tysięcy marek, a wyposażenia prawie 16 tysięcy marek. Plebania i budynki gospodarcze kosztowały 25 tysięcy marek, kostnica – 806 marek.

## Architektura i wnętrze kościoła
Świątynia jest jednonawowa, wybudowana w stylu neogotyckim, usytuowana wzdłuż linii wschód-zachód. Nad głównym wejściem znajduje się 36 metrowa wieża. Ołtarze i inne części wyposażenia powstały w warsztatach śląskich (m.in. we Wrocławiu) oraz w innych częściach Niemiec, a nawet Austrii; niektóre wykonali też miejscowi rzemieślnicy.
Ołtarz główny z drewna dębowego wykonała firma Bösken z Legnicy – jest wysoki na 9 metrów, a w centralnym miejscu znajduje się figura Serca Jezusa. Po bokach znajdują się figury św. Michała Archanioła i św. Jerzego, nad ołtarzem św. Jana Nepomucena, Jana Chrzciciela oraz św. Jadwigi, patronki Śląska. W prezbiterium są jeszcze dwa boczne ołtarze (również wykonane przez firmę Bösken). Stojące po bokach prezbiterium posągi świętego Antoniego i Franciszka zostały wyrzeźbione przez Josefa Rifessera z Brixen.
Kolejny ołtarz (Grobu Bożego) stoi w transepcie kościoła.
Ambonę wykonał stolarz Świętek z Laskowic, natomiast wypełnienia schodów i tylnej ściany to dzieło Augusta Wittiga z Monachium. Z kolei stacje drogi krzyżowej namalował na płótnie brat pierwszego proboszcza Jan Menzel. Ławki kościelne to efekt pracy miejscowych stolarzy.
Neogotyckie witraże powstały w katedrze sztuki Busch z Wrocławia, z kolei witraże w prezbiterium w firmie Türcke z Zittau.
Najstarszym obiektem w kościele jest późnogotycka rzeźba Matki Boskiej z Dzieciątkiem z ok. 1500 roku. Przywieziono ją z Wrocławia, ale jej pochodzenie nie jest znane.
Organy wykonał mistrz Paul Berschdorf z Nysy – 15-głosowy instrument poświęcono w 1923. W 2007 przeszły kapitalny remont.

## Dzwony
Po wybudowaniu świątynia miała trzy dzwony – największy, ważący 517 kg oraz średni o wadze 370 kilogramów odlała firma Fr. Schlillings Söhne z Apoldy, z kolei najmniejszy, 42 kilogramowy, został wzięty z miejscowej kaplicy. W 1917 dzwony skonfiskowały władze i przeznaczone na cele wojenne.
W 1927 parafia kupiła trzy nowe dzwony z brązu o wadze 580, 340 i 240 kg, wykonane przez firmę Gebrüder Ullrich z Apoldy. Także i te podzieliły los poprzedników – zarekwirowano jest w 1942, przekazując w zamian XVI-ny dzwon z Łomnicy.
Po raz kolejny świątynia otrzymała nowe dzwony w 1957 – odlano je w Hucie Małapanew w Ozimku. Od 1984 są napędzane elektrycznie.